# Solanum sodomaeodes
Solanum sodomaeodes är en potatisväxtart som beskrevs av Carl Ernst Otto Kuntze. Solanum sodomaeodes ingår i släktet skattor som ingår i familjen potatisväxter. Inga underarter finns listade i Catalogue of Life.